# Foundation for Intelligent Physical Agents
De Foundation for Intelligent Physical Agents (FIPA) is een organisatie die standaarden ontwikkelt voor agentgeoriënteerde software. De organisatie werd in 1996 opgericht in Zwitserland. De bekendste standaard van FIPA is FIPA-ACL, een Agent Communication Language waarmee agenten berichten kunnen uitwisselen volgens een voorgeschreven formaat.
In maart 2005 werd de organisatie deel van de IEEE Computer Society. Leden van de organisatie zijn allerlei universiteiten evenals bedrijven, zoals Boeing, Siemens en Toshiba.

## Varia
- Physical in de naam van de organisatie is eigenlijk een verkeerde benaming aangezien de agenten in software bestaan en niet als tastbaar object (zoals een robot).